# Paraheminodus laticephalus
Paraheminodus laticephalus är en fiskart som först beskrevs av Toshiji Kamohara 1952.  Paraheminodus laticephalus ingår i släktet Paraheminodus och familjen Peristediidae. Inga underarter finns listade i Catalogue of Life.